# Voulez-vous jouer ?
Voulez-vous jouer ? est un jeu télévisé belge présenté par Jacques Careuil et Albert Deguelle diffusé à partir du 10 janvier 1975 au 30 juin 1980 sur la RTB puis sur RTBF1. Programme bimensuel, d'abord diffusé en seconde partie de soirée le vendredi soir puis en première partie de soirée pendant la saison 1975-1976 et ce, toujours le vendredi soir.   Vu le succès de l'émission, le programme fut diffusé à partir de la rentrée 1976, le dimanche soir après le journal télévisé.

## Principe du jeu
Il s'agit d'un jeu où trois couples de candidats qui fêtent suivant la saison, soit 10 ans de mariage, un an, accompagné par un enfant etc. qui s'affrontent dans des joutes burlesques de sketchs joués notamment par le comédien Jacques Courtois, de questions sur les connaissances du couple, avec différents intermèdes musicaux.  Chaque couple gagnant allait en fin de saison en finale qui se terminait par la remise de somptueux cadeaux.   Les points étaient attribués par un jury présidé par Paule Herreman ou Georges Konen puis André-Paul Duchateau accompagné par différentes personnalités du petit écran comme l'humoriste Marion,,.
Voulez-vous jouer ? attirait jusqu'à 60 % des spectateurs derrière leur petit écran. 
Cette émission mettait aussi à l'honneur les produits agricoles et horticoles de la Belgique.